# جهان یخ و آتش
جهان یخ و آتش: تاریخ ناگفته وستروس و بازی تاج‌وتخت (انگلیسی: The World of Ice & Fire: The Untold History of Westeros and the Game of Thrones) یک کتاب همراه برای مجموعه فانتزی ترانه یخ و آتش اثر جورج آر. آر. مارتین است. این کتاب توسط مارتین، الیو ام. گارسیا جونیور و لیندا آنتونسون نوشته شده و توسط بانتام در ۲۸ اکتبر ۲۰۱۴ منتشر شد. این جلد ۳۲۶ صفحه‌ای یک «مجموعه تاریخی» کاملاً مصور از دنیای داستانی مارتین است که از منظر یک «استاد» نوشته شده‌است و حاوی مطالب جدید نوشته شده، تبارنامه‌های خانوادگی، و نقشه‌ها و آثار هنری گسترده‌است.

## محتوا
قالب «دنیای یخ و آتش» عمداً تکرار یک «کتاب تاریخ واقعی» است که در آن منابع می‌توانند با یکدیگر تناقض داشته باشند. مارتین از نزدیک با هنرمندان کار کرد تا شخصیت‌ها و مکان‌ها را همان‌طور که خودش تصور می‌کرد، ارائه کند، برخلاف اینکه چگونه ممکن است در سریال بازی تاج و تخت اچ‌بی‌او و سایر رسانه‌ها، مانند کتاب‌های کمیک و بازی‌ها به تصویر کشیده شوند.
این کتاب به جزئیات تاریخ داستانی هفت پادشاهی، از عصر سپیده دم ماقبل تاریخ تا قبل از سری کتاب‌های اصلی، می‌پردازد.